# Luisa Cervera
Luisa Haydee Cervera Cevedon (ur. 4 czerwca 1964 w Limie) – peruwiańska siatkarka. Srebrna medalistka olimpijska z Seulu.
W 1988 Peruwianki w finale uległy reprezentacji Związku Radzieckiego. Cervera w turnieju wystąpiła w pięciu spotkaniach. Cztery lata wcześniej, na igrzyskach w Los Angeles zagrała w dwóch meczach (czwarte miejsce).
Jej starsza siostra María również była siatkarką, olimpijką z 1976.